# Knipolegus
Knipolegus là một chi chim trong họ Tyrannidae.

## Các loài
- Knipolegus aterrimus
- Knipolegus cyanirostris
- Knipolegus hudsoni
- Knipolegus lophotes
- Knipolegus nigerrimus
- Knipolegus orenocensis
- Knipolegus poecilocercus
- Knipolegus poecilurus
- Knipolegus signatus
- Knipolegus striaticeps